# Methotrexát
Methotrexát (amethopterin) se využívá v medicíně jako cytostatikum při léčbě nádorů.

## Mechanismus účinku
Methotrexát (podobný dihydrofolátu) jako kompetitivní inhibitor blokuje enzym dihydrofolátreduktázu, který katalyzuje tvorbu kofaktoru nepostradatelného pro biosyntézu thymidylové kyseliny, která je prekurzorem DNA. Rychle se dělící rakovinné buňky, které jsou aktivně zapojeny do syntézy DNA, jsou vůči methotrexátu mnohem citlivější než pomaleji rostoucí buňky z nepostižených savčích tkání. Proto methotrexát, pokud je podáván ve správné dávce, zabíjí rakovinné buňky, aniž by zahubil jejich nositele. Léčivo se dále používá k léčbě revmatoidní artritidy.